# رمضان في السودان
يكشف المجتمع السوداني خلال شهر رمضان عن عاداته الاصيلة وتقاليده الراسخة التي تجسد قيم المحبة والتواصل الاجتماعى وتنم عن التجانس بين افراده. يبدأ الاحتفال بشهر رمضان عند أهل السودان قبل مجيئه بفترة طويلة؛ فمع بداية شهر شعبان تنبعث من المنازل السودانية رائحة جميلة، هي رائحة (الأبري) أو (المديدة).
يبلغ عدد سكان السودان (30) مليون نسمة تقريبًا بعد الانفصال الجنوبي، ونسبة المسلمين تصل إلى (96%)، يتكلمون أكثر من (110) لغة ولهجة محلية، ويستقبل أهل السودان شهر الخير بالفرح والسرور، ويهنئ الجميع بعضهم بعضًا بقدوم هذا الشهر المبارك، من عبارات التهنئة المتعارف عليها بينهم في هذه المناسبة قولهم: (رمضان كريم) وتكون الإجابة بالقول: (الله أكرم) أو: (الشهر مبارك عليكم) أو: (تصوموا وتفطروا على خير) .
ومما يلفت النظر عند أهل السودان أن ربّات البيوت اعتدن على تجديد وتغيير كل أواني المطبخ، احتفالاً وابتهاجًا بقدوم شهر رمضان. كما تبدأ المدافع في الانطلاق عند كل أذان مغرب، معلنة حلول موعد الإفطار، وقبل الفجر للتنبيه على الإمساك عن الطعام والشراب وسائر المفطرات. ومن المعتاد في هذا البلد تأخير أذان المغرب، وتقديم أذان الفجر، احتياطًا للصيام.

## هلال رمضان
يعتمد أهل السودان هناك في إثبات هلال رمضان على ما تبثه وسائل الإعلام الرسمية من اذاعة وتلفاز بهذا الشأن، وقلما تجد من الناس من يخرج طلبًا لالتماس الهلال، لكن هنالك بعض الناس يعتمد استطلاع الهلال بالطريقة الشرعية، ولا يعتمد فيما وراء ذلك على شيء. وبصفة عامة، لا يختلف ثبوت رمضان في هذا البلد المسلم، على امتداد مساحته البالغة (2.5) مليون كيلو متر مربع تقريًبا،من مكان لأخر.

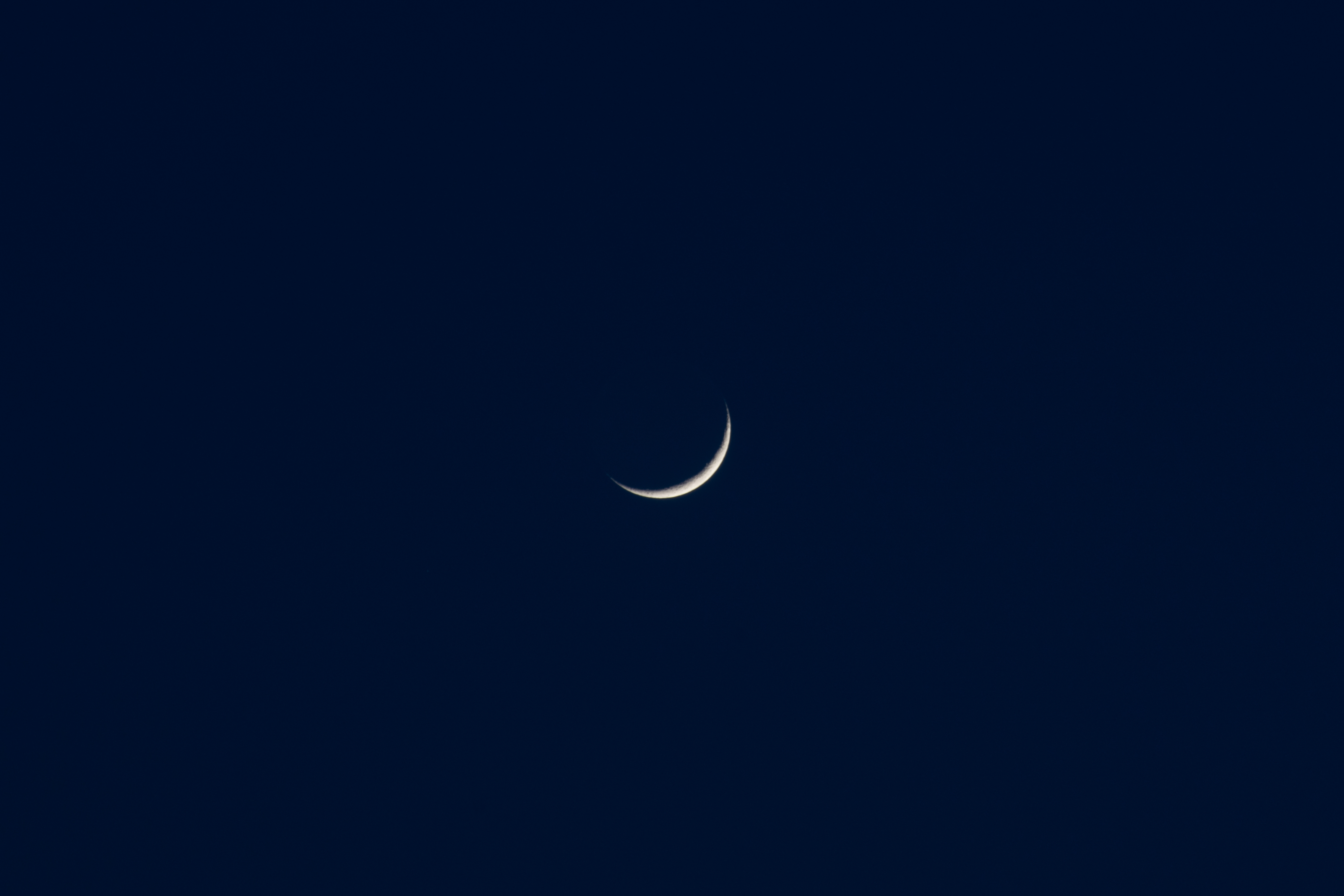
هلال رمضان

## مظاهر رمضان في العاصمة السودانية

### الزفة
وعند ثبوت رؤيته الهلال يحدث ما يُعرف بـ (الزفة) إذ تنتظم مسيرة مكونة من رجال الشرطة، والجوقة الموسيقية العسكرية، ويتبعهم موكب رجال الطرق الصوفية، ثم فئات الشعب شبابًا ورجالاً. وتقوم هذه (الزفة) بالطواف في شوارع المدن الكبرى، معلنة بدء شهر الصيام .

### الاعلام
ومع بداية الشهر الكريم يغير التلفزيون السوداني من طبيعة برامجه، ويعرض برامج خاصة بشهر رمضان، تجعل الناس ينجذبون إليه، ويلتفون حوله، الأمر الذي يؤدي بالبعض إلى الكسل عن القيام ببعض الطاعات والقربات لله، والتي هي أجزل ثوابًا، وأضعف أجرًا في هذا الشهر الفضيل. وغالبًا ما يذهب الشباب وصغار السن بعد الإفطار والصلاة إلى الأندية الثقافية والاجتماعية التي تحتفل بهذا الشهر، فيمضون شطرًا من الليل في تلك الأندية .

### الطرق الصوفية
ثم هناك الطرق الصوفية، وهي كثيرة ومتعددة ومتنوعة، منها (الختمية) و( القادرية) و( الإسماعلية) وغيرها، ولكل منها أنشطتها الدينية المختلفة التي تقيمها في زواياها الخاصة، ويؤمها كبار السن بعد المغرب لقراءة قصة المولد النبوي، وسماع المدائح النبوية، وإقامة الأذكار بواسطة ما يُدعى (النوبات) وهي طبلة كبيرة من الجلد، تُقرع بالعصا، وتستمر تلك الجلسات والنوبات حتى منتصف الليل. 

### مساعدة الأسر الفقيرة
تعاني الكثير من الأسر السودانية من صعوبة الحصول علي مستلزمات رمضان الغذائية في ظل ارتفاع اسعارها. فظهرت المبادرات الشبابية التي تهدف إلي تقديم المساعدات لهذه الأسر.

### المساجد

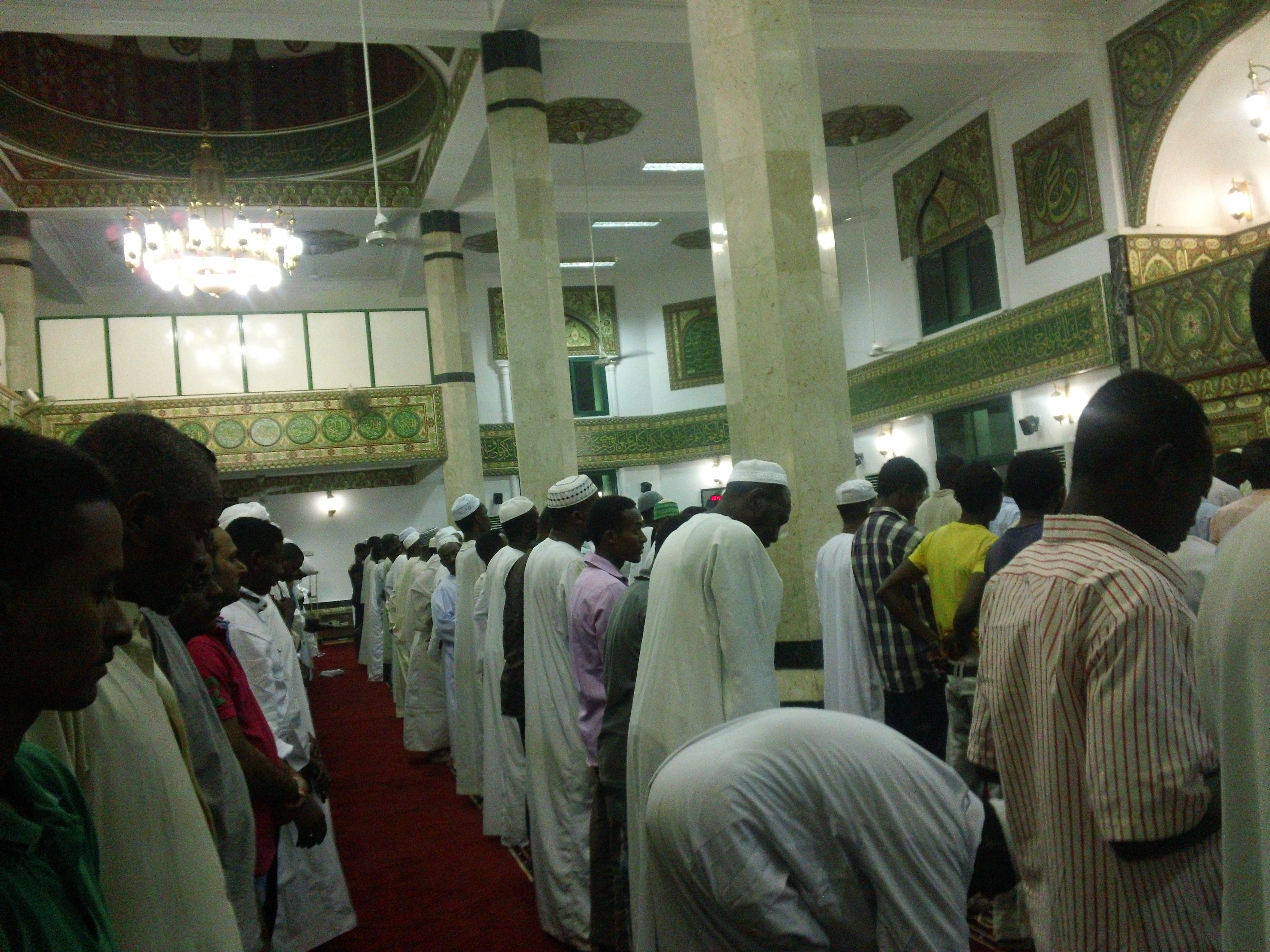
صلاة التراويح في رمضان بمسجد سيدة سنهوري بالمنشية
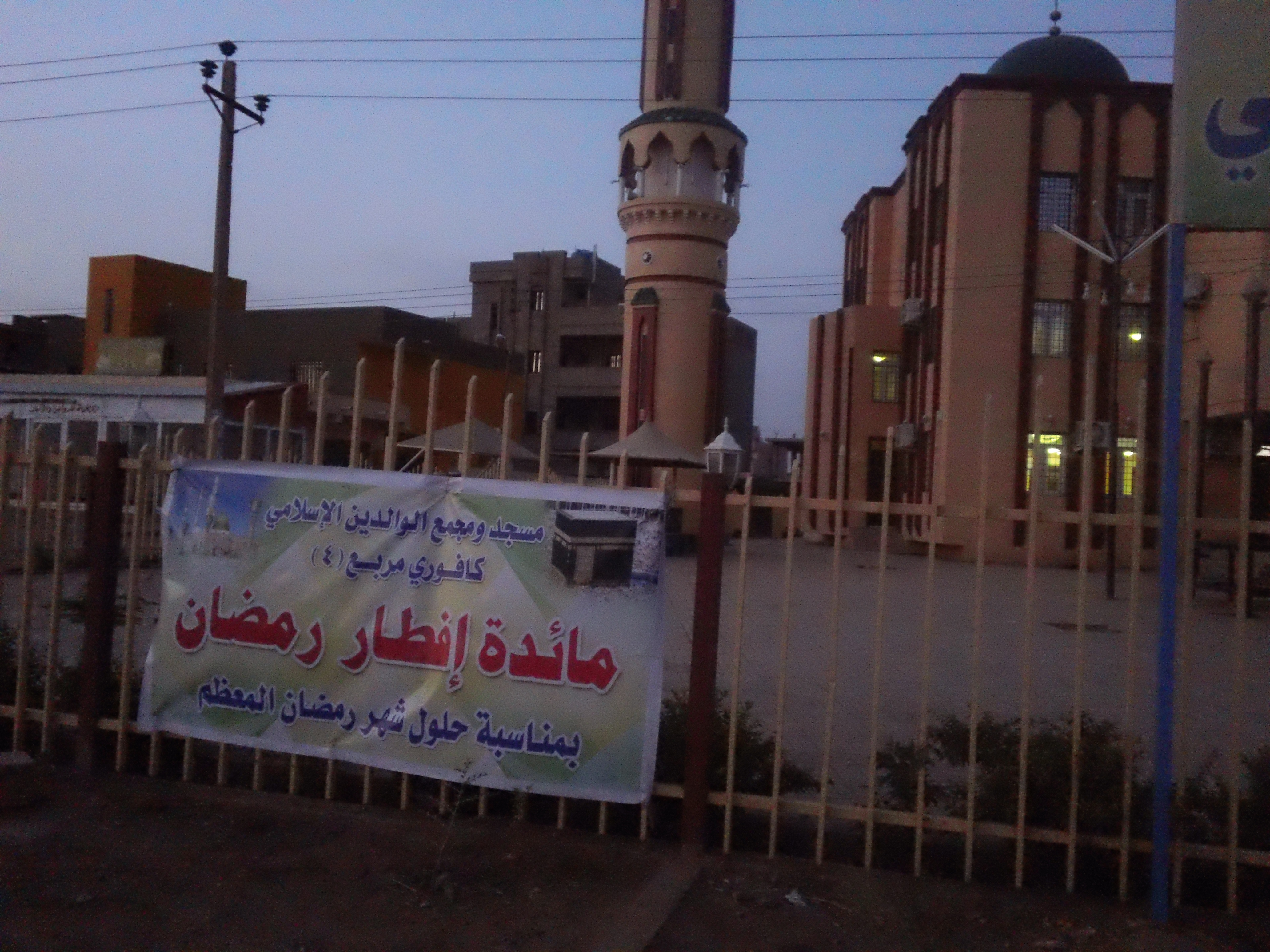
مسجد الوالدين في كافوري 4 - الخرطوم بحري - السودان

وحالما يتم الإعلان عن بدء شهر الصوم، تبدأ المساجد في إضاءة المصابيح الملونة على المآذن والأسوار، وتظل الأضواء الخاصة طوال ليالي رمضان، فتظل المساجد عامرة طوال هذا الشهر المبارك بالرواد من المصلين والمتعبدين. وذلك منذ خروج المواطنين من أعمالهم وقت الظهيرة، وخاصة بعد صلاة العصر حيث تبدأ دروس العلم، وحلقات القرآن وتستمر إلى قبيل أذان المغرب بقليل .
قبيل صلاة العشاء بساعة تتعلق أفئدة المصلين بالمساجد استعدادا لاداء صلاة التراويح يتجهون نحو صوت شجي يترنم بآيات القرآن الكريم بلكنة سودانية مميزة، لتمتلئ ساحات المساجد الواسعة وطوابقها العليا وسطوحها بفيض من الرجال والنساء والشباب والفتيات الذين تدفقوا من كل حدب وصوب لصلاة التراويح ومثال لذلك مسجد «سيدة سنهوري» بالعاصمة السودانية الخرطوم. وفي الشوارع المحيطة بالمسجد القائم بضاحية المنشية تمتد صفوف السيارات التي تقل المصلين لأكثر من كيلومتر كامل، لتصاب حركة المرور بشارع الستين السريع المجاور بتوقف شبه تام، وكأن المنطقة كلها تخشع مع السودانيين وتلاوتهم.

### المشروبات
ومع حلول موعد الإفطار يتم شرب (الآبريه) ويُعرف بـ (الحلومر) وهو شراب يروي الظمآن، ويقضي على العطش الذي تسببه تلك المناطق المرتفعة الحرارة. و( الآبريه) كما يصفه أهل تلك البلاد، عبارة عن ذرة تنقع بالماء حتى تنبت جذورها، ثم تُعرَّض لأشعة الشمس حتى تجفَّ، ثم تطحن مع البهارات، وتعجن وتوضع على هيئة طبقات في الفرن حتى تنضج .
ويستعد الناس عادة لتحضير هذا الشراب قبل رمضان بأشهر، فإذا جاء الشهر الفضيل تقوم النساء بنقع (الآبريه) بالماء فترة حتى يصبح لونه أحمر، ويفطر عليه الصائمون، فيشعرون بالري والارتواء بعد العطش والظمأ طوال النهار .
ومن الأشربة المشهورة عند أهل السودان في هذا الشهر الكريم شراب يُصنع من رقائق دقيق الذرة البيضاء، حيث تطهى على النار، ويُعمل منها مشروب أبيض يُعرف بـ (الآبري الأبيض) له خاصية الإرواء والإشباع، إضافة إلى شراب (المانجو) و( البرتقال) و( الكركدي) و( قمر الدين )و(الشاي)ونحو ذلك .

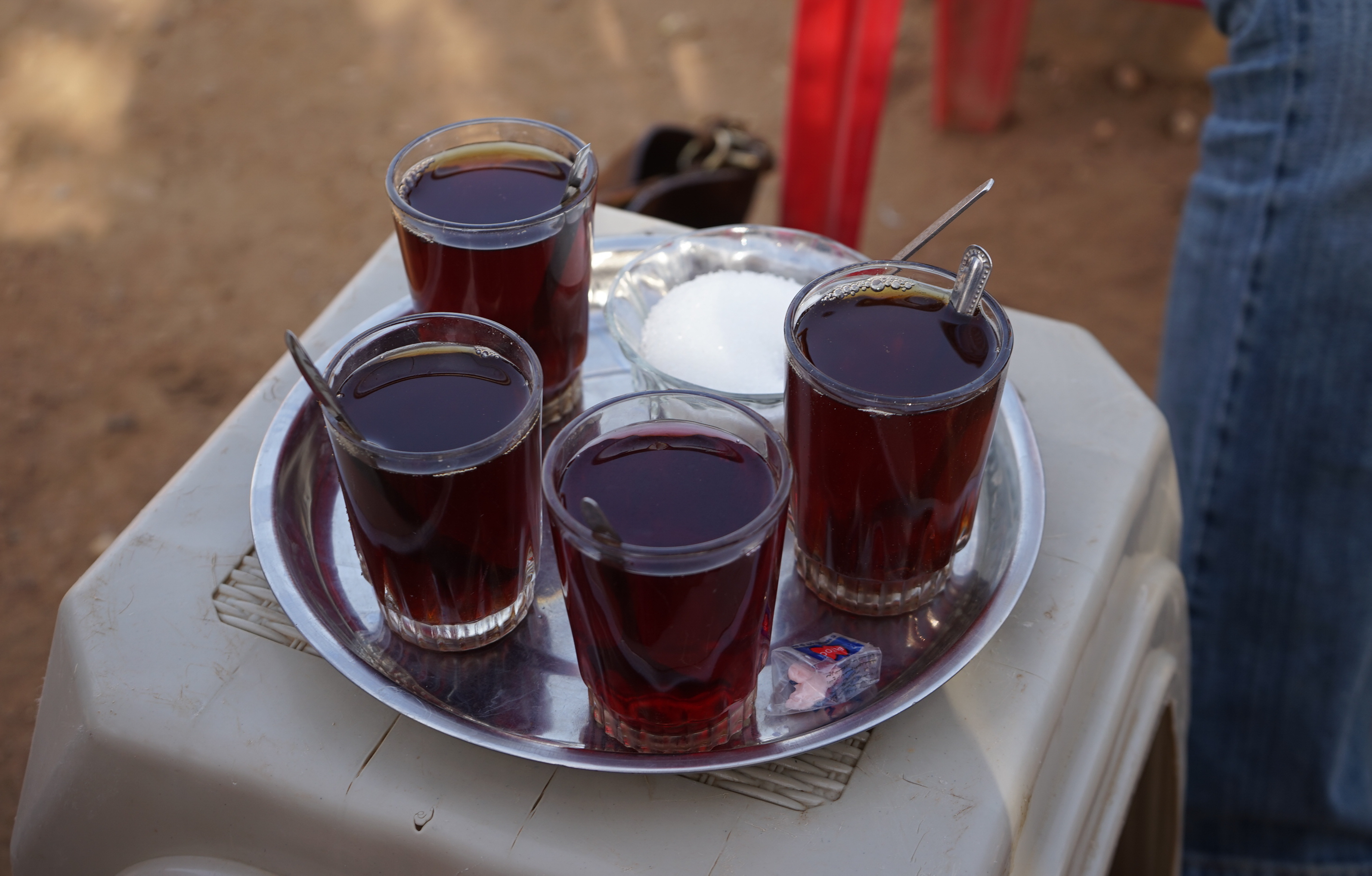
الشاي
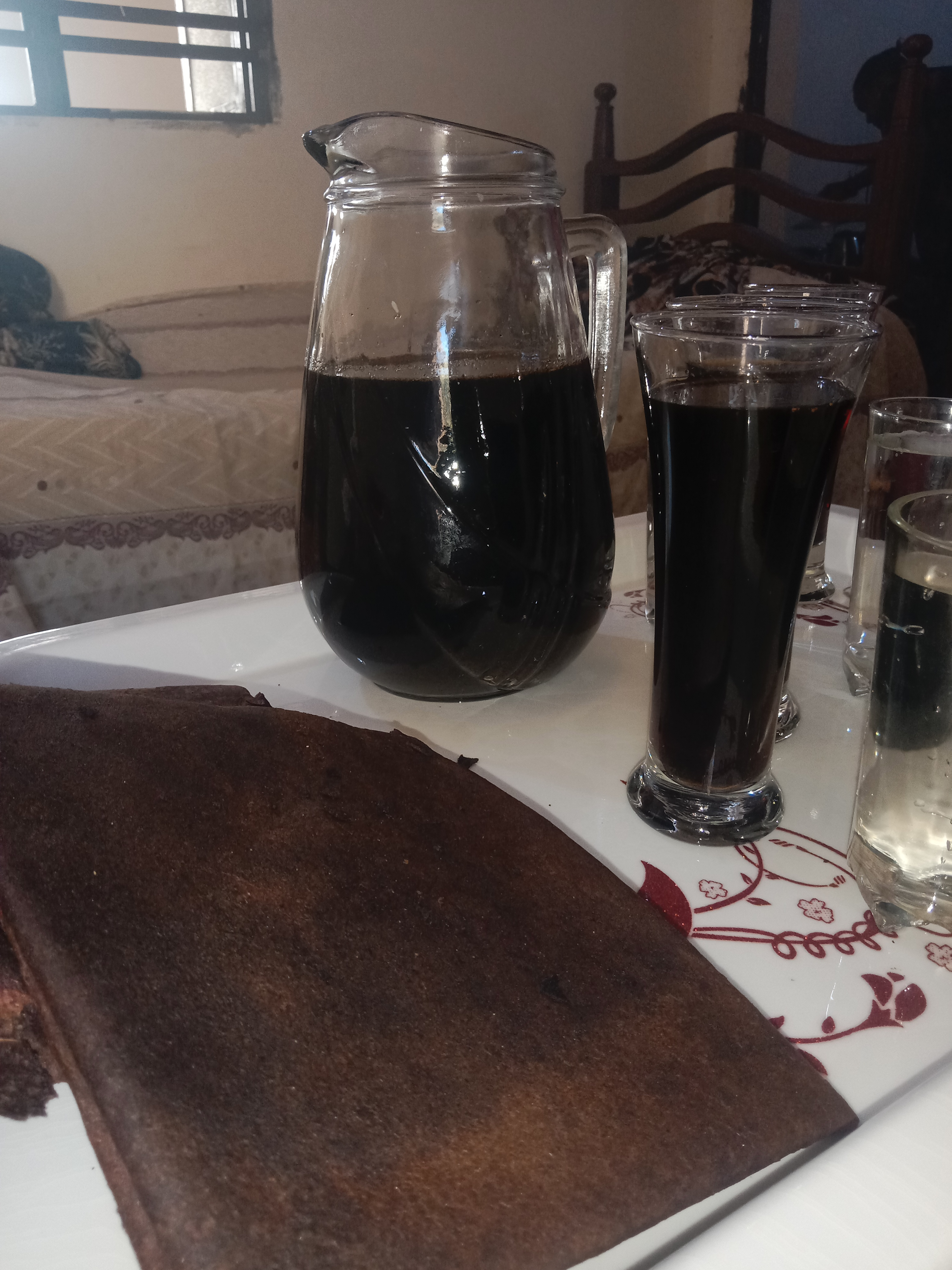
حلومر
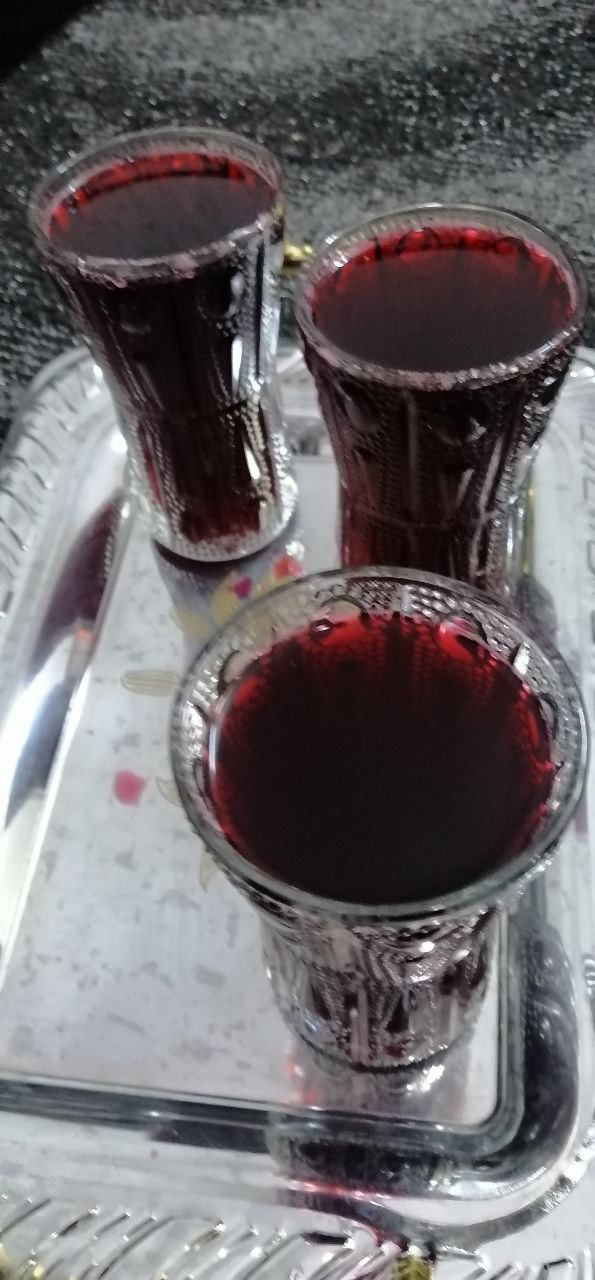
عصير_الكركدي

## مظاهر رمضان في الريف السوداني

### قبل قدوم رمضان
شهر رمضان في الريف السوداني فرحة كبيرة تعم المكان، الجميع يعلمون بقدوم ذاك الضيف الكريم الذي يكرم مضيفيه، صبية صغار وقد سال العرق علي جفونهم ليس تعبا ولكن لان فرحهم بقدوم ذاك الضيف جعلهم يركضون فرحا جيئة وذهابا للكنتين القريب من المنزل لاكمال النواقص في تجهيزات ذاك المشروب السحري السوداني الاصول الحلومر. روائح تنبعث في القرية لكنها ترتبط عند الجميع بذكري جميلة وهي اقتراب وصول هذا الضيف.

### حال أهل الريف في رمضان
أهل القرية يستقبلون رمضان بكل البشر والترحاب وهو ضيف عظيم سيحل بين الجميع لثلاثون يوما. يعمد كبار السن خصوصا من السكان لتعقب الهلال في أيامه الأولى؛ ليتيقنوا من أن صومهم كان صحيحا، ويرفع الكثيرون منهم أيديهم للسماء بالدعاء بمجرد وقوع أبصارهم على الهلال الذي يسمونه «شهرا».يبدأ اليوم الرمضاني بالنسبة للغالبية هناك في الساعات الأولى من الصباح لمزاولة الفلاحة، حيث يكون الجو مائلا للبرودة، ويميل الفلاحون لقضاء أشغالهم قبل صلاة الظهر؛ لتجنب الرياح الساخنة في الغالب ما لم يكن الوقت شتاء. وتستيقظ ربات البيوت كذلك في وقت مبكر ليتمكنّ من رعاية الدواجن والماعز التي غالبا ما تشاطر الريفيين بيوتهم الكبيرة.و يتوجه غالبية الناس للصلاة في المساجد الحديثة أو الأخرى التقليدية ذات الطابع القديم المبنية من الطين والمعروشة بعروق وجريد النخل. ويقضي البعض وقتا طويلا في المساجد عوضا عن البيوت لقراءة القرآن، وحضور حلقات للذكر، والدروس الدينية حتى موعد صلاة العصر، وهو الوقت الذي يتوجهون فيه لأخذ قسط من الراحة. لكن عددا من كبار السن والشباب الذين يقطنون قريبا من سوق المدينة، يزجون الوقت بالحديث والتسلية أمام المتاجر وربما التبضع إلى أن تأذن الشمس بالغروب.
أيام رمضان أكثر جمالا في القري فهي تبدا منذ الصباح الباكر عكس ماهوفي المدن اذ يضيع الكثيرون أيام هذا الشهر الكريم في السهر ويقضون ساعات النهار نوما، يعود أهل القري الي منازلهم لنومة القيلولة ومن ثم يبداون ابتهالاتهم وعباداتهم وينطلق عقب صلاة العصر الجميع لتكملة المتبقي من اعمالهم الذي له زرع يتابع امر سقايته واخرون يجاهدون من اجل توفير السحور للجميع بكل اريحية بحلب الأبقار وتوفير كميات من الحليب النقي الصافي الصحي والنسوة يتبادلن ماصنعن من موائد فتتعمق العلاقات والصداقات أكثر ويلتقي الرجال من أهل القرية في اجتماع كبير طوال أيام الشهر يتحلقون حول موائد الإفطار ومن خلفهم الاطفال وما ان يري واحد من الاطفال أحد المارة أو عابري السبيل الا ويصرخ بعبارة فيها من الحنية وحب الخير والكرم الاصيل اروع المعاني والعبارة هي (يابا داك زول ماشي بي هناك) فيلتفت الجميع بما فيهم والد ذاك الطفل فتعم المكان حالة من الفوضي الكريمة فاحدهم يصرخ (يازول هوي تعال بيي جاي) واخر (اتفضل يازول) ومن بينهم من هم أكثر اصرار ولايكون تاثير صيام ذلك اليوم كبيرا عليهم فينهضون ركضا لاحضار ذاك الشخص ويظفرون به .

## مائدة رمضان
أما المائدة الرمضانية السودانية فتتم على بسط من سعف النخيل مستطيلة الشكل، يصطف الناس حولها صفين متواجهين. ويبدأ الإفطار بتناول التمر ثم (البليلة) وهي عبارة عن الحِمّص المخلوط مع أنواع أخرى من البقول المسلوقة، ومضاف إليها التمر. وهو طعام لا غنى عنه عند الفطور.
ثم يتبع ذلك تناول (عصير الليمون) إذا كان الجو حارًا، أو (الشوربة) إذا كان الجو بارداً. وتلي ذلك الوجبات العادية، وأشهرها (الويكة) وهي نوع من (البامية) مع (العصيدة) وهناك أيضًا طعام يسمى (ملاح الروب) وهو عبارة عن لبن رائب ممزوج بقليل من الفول السوداني. وطعام يسمى (القرَّاصة) ويؤكل مع الإدام .
ويُعدُّ طبق (العصيدة) من الوجبات التقليدية عند أهل السودان، ويتكون من خليط عجين الذرة المطهي، ويؤكل مع طبيخ (التقلية) ذات اللون الأحمر، ومكوناته تتألف من (البامية) الجافة المطحونة وتسمى (الويكة) مع اللحمة المفرومة. وبعد تناول طعام الإفطار، يحتسي الصائمون شراب الشاي والقهوة .‌‌‌‌

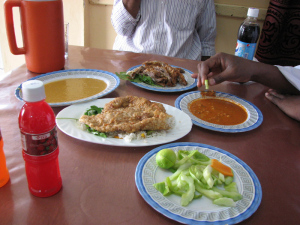
مائدة سودانية
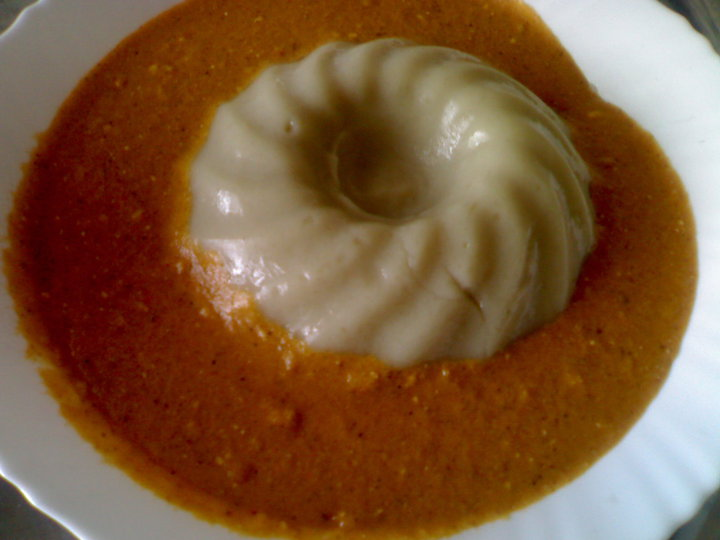
عصيدة سودانية
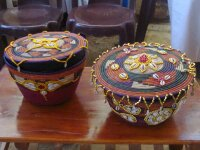
القدح السوداني
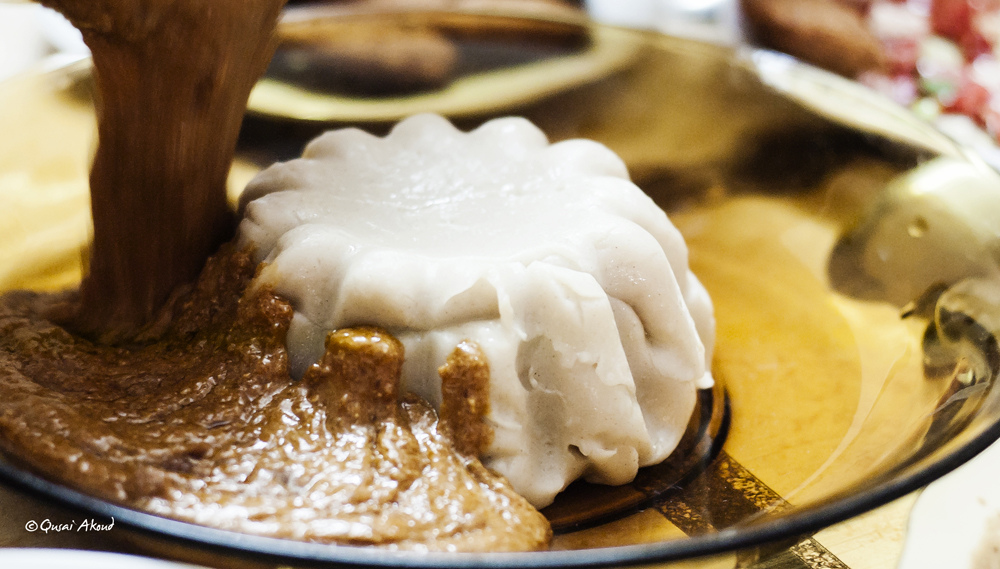
طبق العصيدة
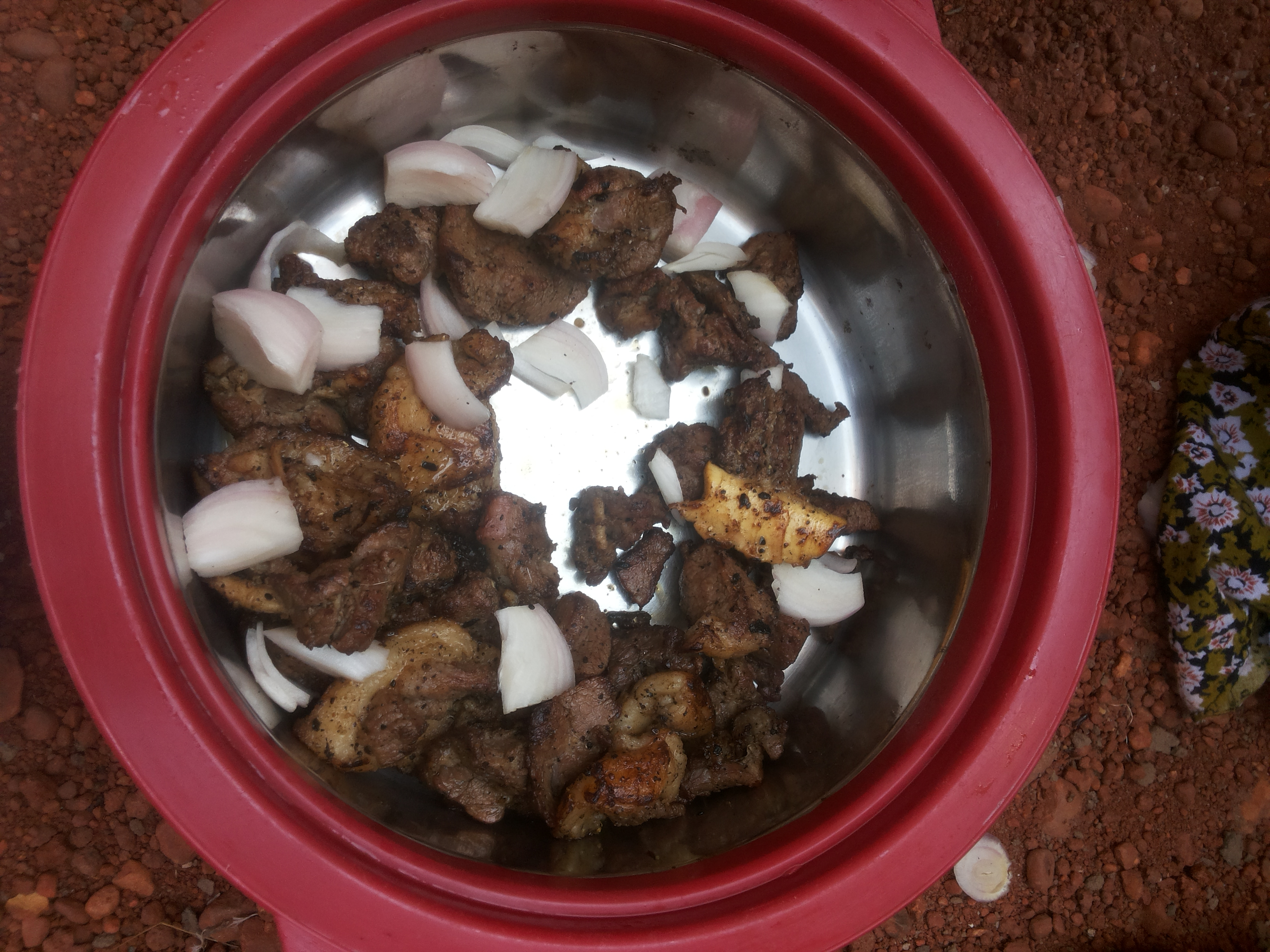
الشية_السودانية
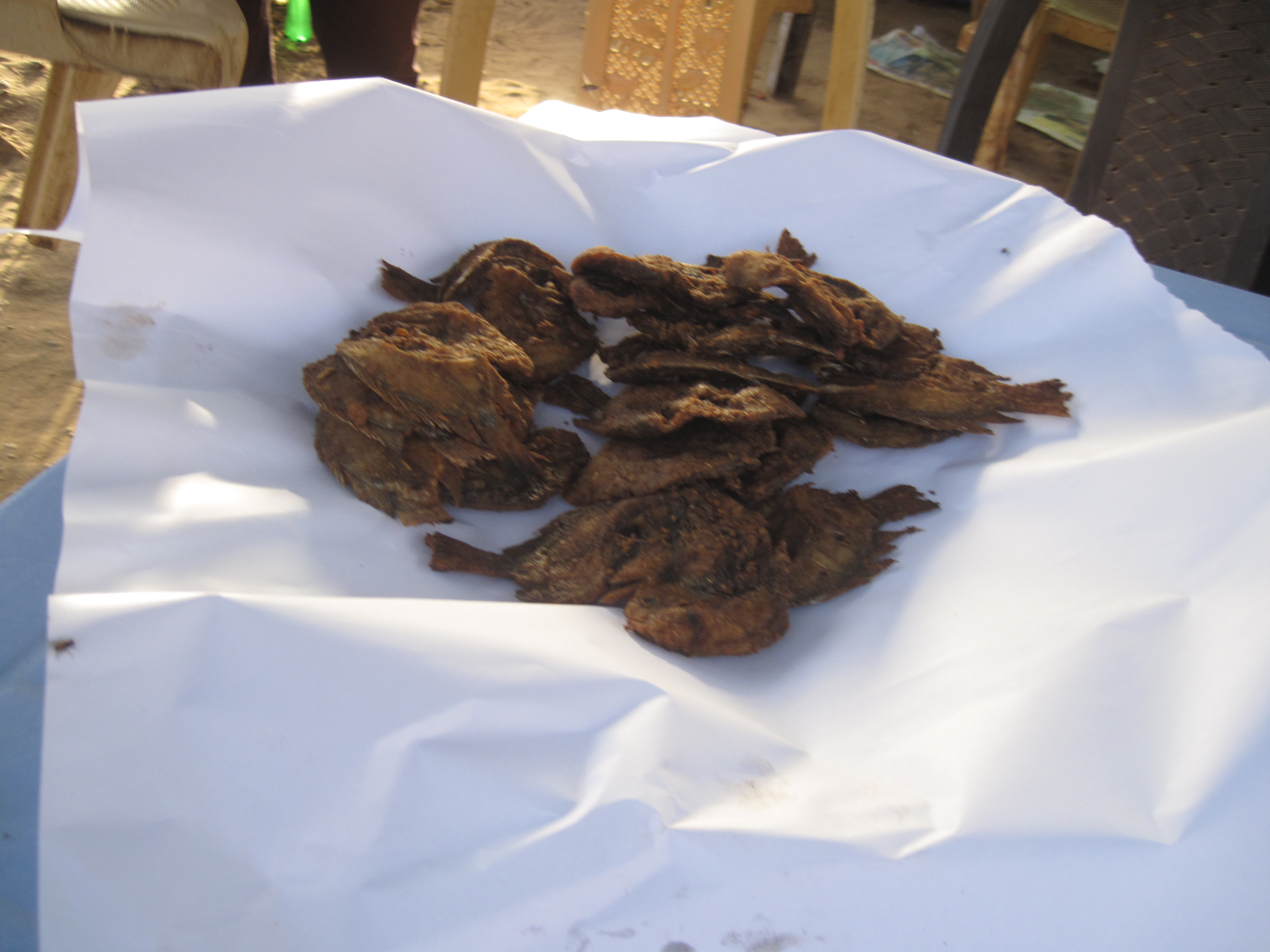
سمك_جبل أولياء
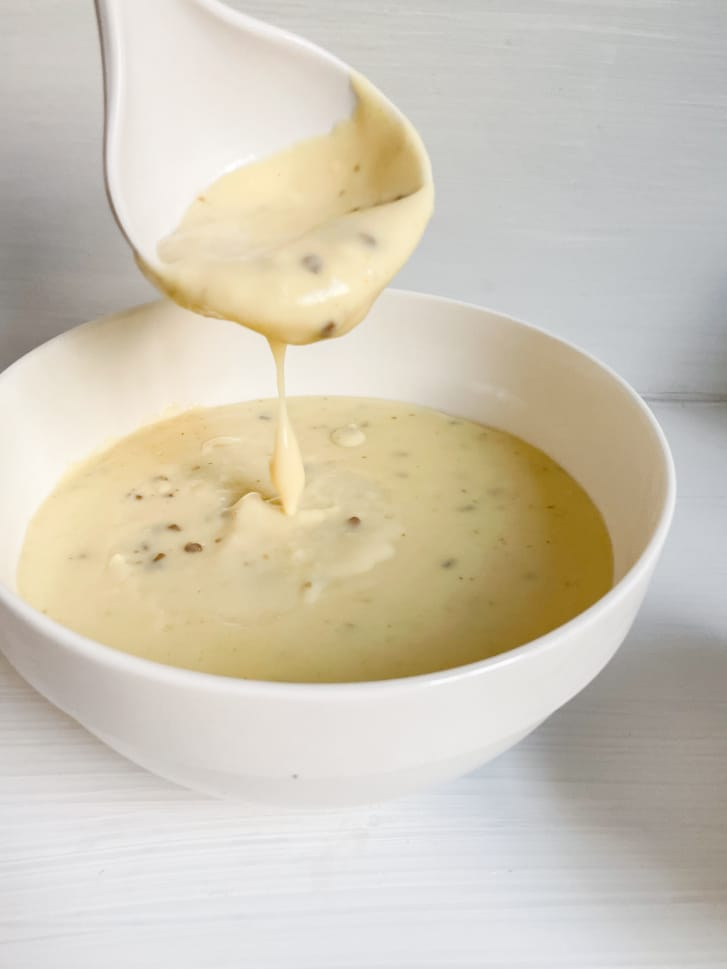
مديدة الحلبةاكلةشعبيةسودانية
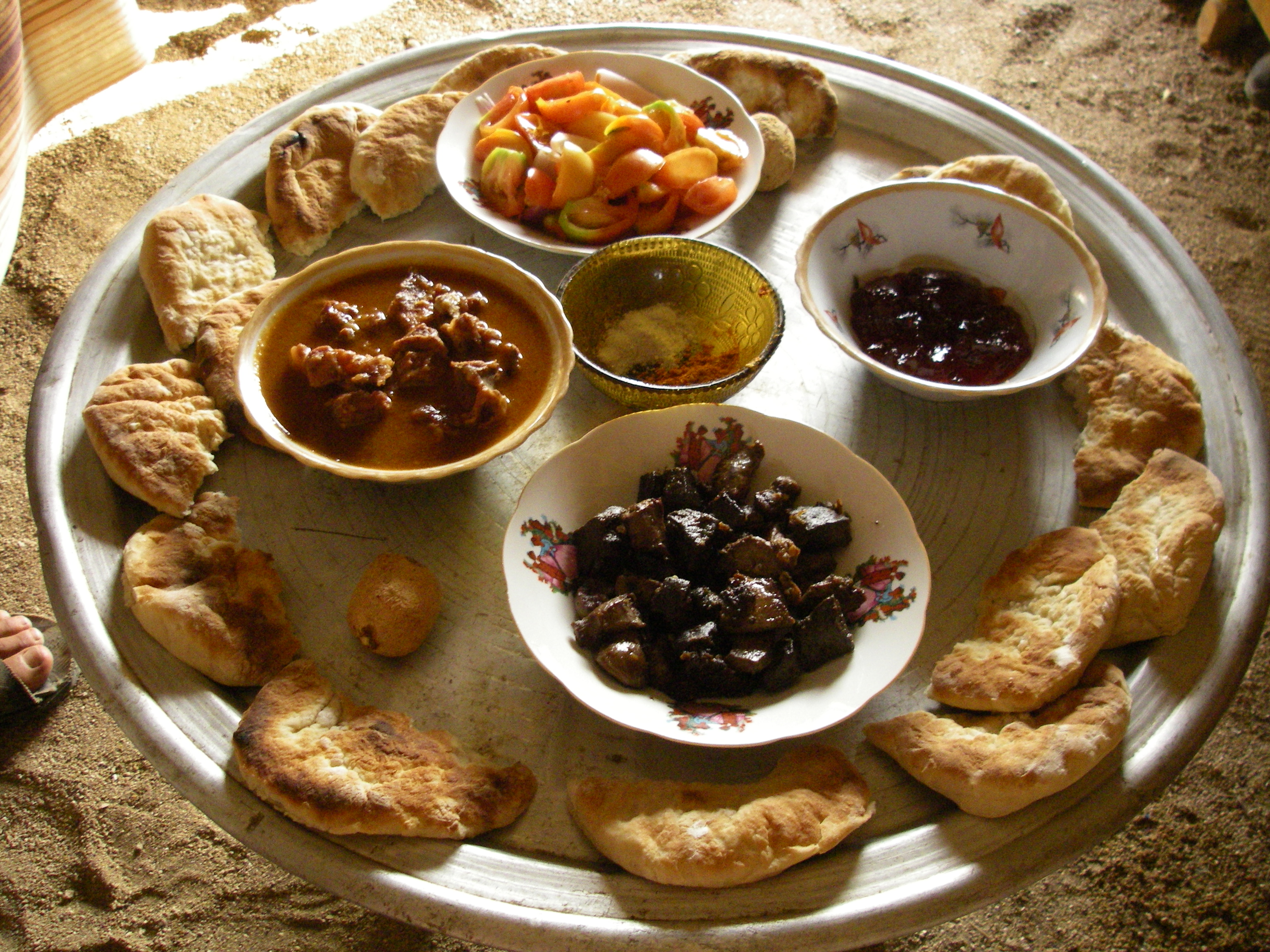
مائدة سودانية
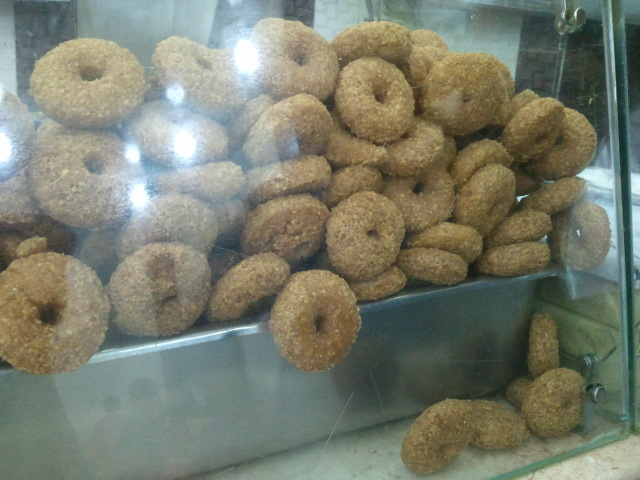
طعميةسودانية

### الإفطار الجماعي
وفي المناطق الطرفية للعاصمة السودانية الخرطوم، وعلى طول الطرق التي تربطها باقاليم السودان المختلفة تنتشر تجمعات الافطار الرمضانى التي تضم في العادة الرجال والصبية من أهل البيوت المتجاورة على جانبي الشارع. وأهم مايلفت الانتباه عند أهل السودان خلال هذا الشهر الكريم ظاهرة الإفطار الجماعي، حيث تُفرش البُسط في الشوارع إذا كانت متسعة، أو في الساحات العامة، وتأتي كل عائلة بطعام إفطارها جاهزًا مجهزًا، وتضعه على تلك البسط، وحالما يتم الإعلان عن دخول وقت المغرب يبدأ الجميع في تناول الطعام معًا، ثم يلي ذلك صلاة المغرب جماعة، وبعد تناول شراب القهوة ينصرف الجميع كل إلى شأنه وأمره .ومن عادات السودانيين في هذا الشهر ولا سيما في القرى، خروج كل واحد من بيته قبل الأذان حاملاً إفطاره وبكمية تزيد على حاجته، ثم يجلس إما في المسجد، وإما في الشارع ناظرًا ومنتظرًا أي شخص غريب ليفطر معه .
ومن العادات الرمضانية عند أهل السودان كثرة التهادي بين الناس في هذا الشهر الكريم، ويكون ذلك بإرسال الطعام والشراب قبل المغرب بين الأُسر، ويقبل الأغنياء من الفقراء هداياهم وأطعمتهم، لئلا يشعروهم بالحرج في قبول ما يرسلونه لهم هم بعد ذلك .
في الخميس الأخير من رمضان يعد السودانيون طعامًا خاصًا يعرف ب( الرحمات) يتصدقون به على الفقراء والمساكين، وهم يعتقدون في هذا أن أرواح الموتى تأتي في هذا اليوم لتسلم على أهلها .

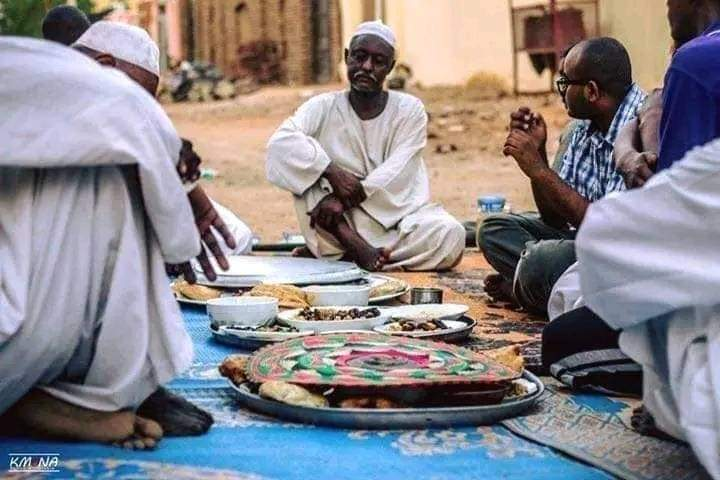
إفطار رمضاني جماعي في الشارع

## العبادات

### تلاوة القرآن
ويُقبل أهل السودان على القرآن الكريم بطريقة تستحق الإعجاب والتقدير، حيث تعقد الحلقات في المساجد من بعد صلاة العصر حتى قبيل المغرب بقليل، وتكثر الدروس الدينية في هذا الشهر، ويتولى الأئمة السودانيون والدعاة أمر القيام على هذه الدروس والحلقات. ويكون هذا الشهر بالفعل شهرًا إسلاميًا .

### صلاة التراويح
أما صلاة التراويح فإن السودانيين في السودان يهتمون بها جدًا، كما هو الحال عند باقي المسلمين؛ وتُقام صلاة التراويح في المساجد أو في الخلاوي والزوايا التي تجمع بعض أهل الحي فيصلون التراويح، ويسمعون المواعظ التي تتخلل صلاة التراويح. ويصلي أهل السودان صلاة التراويح عادة ثماني ركعات. وتشهد صلاة التراويح إقبالاً ملحوظًا، وحضورًا مشهودًا؛ حيث تزدحم المساجد بالمصلين من الرجال والنساء والشباب والأطفال في مشهد يُسر الناظرين. ولا تلتزم أغلب المساجد هناك بختم القرآن في هذه الصلاة، لكن بعضها يحرص على ذلك. وفي بعض المساجد يحرصون على قراءة بعض الأذكار عقب كل ركعتين من صلاة التراويح، كقولهم: (اللهم إنك عفو كريم، تحب العفو، فاعفُ عنا).
وتنتشر في بلاد السودان - كما في العديد من بلاد الإسلام - عادة السهر إلى وقت متأخر من الليل، حيث يمضي الكثير أوقاتهم خلف شاشات التلفزة.لمتابعة البرامج العربيه والمسلسلات خصوصا .

### صلة الرحم
أما الأسر السودانية فإنها تتبادل الزيارات العائلية، كما ويُعد شهر رمضان شهر المتعة للأطفال، الذين يمارسون هواياتهم، وخاصة وقت الإفطار الجماعي، فضلاً عن السماح لهم بالسهر إلى وقت متأخر من الليل، الأمر الذي لا يجوز لهم في غير رمضان .
في الأيام الأخيرة من شهر الخير، تشهد المنازل السودانية نشاطًا ملحوظًا، وتحركًا ملموسًا؛ إذ تبدأ الاستعدادات الخاصة لتحضير حلوى العيد، وتنشغل النساء في عمل (الكعك) و( البسكويت) وغير ذلك من أنواع الحلوى المعروفة عند أهل السودان. وعادة ما يتم تحضير ذلك بشكل جماعي وتعاوني بين النساء؛ فكل يوم مثلاً يقوم فريق من النسوة مجتمعات بصنع ما تحتاجه الواحدة منهن في بيتها، وفي اليوم التالي يشترك الجميع أيضًا بتحضير الحلوى لأخرى وهكذا .
وتقام في الأيام الأخيرة من رمضان ليلة تسمى ليلة (الحنجرة) يقيمها من توفي له قريب عزيز خلال شهر رمضان، أو قبله بوقت قصير، وفي هذه الليلة يُقدم للمعزين التمر والمشروبات ..
وليلة القدر ينتظرها جميع المسلمين في السودان، ويُحتفل بها رسميًا وشعبيًا في السابع والعشرين من رمضان، ويُستقدم لأجلها كبار المقرئين، وتمتلئ المساجد بالعباد والمتقربين إلى الله .

### زكاة الفطر
وأهل الإسلام في السودان شديدو الحرص على إخراج زكاة الفطر، وتوزيعها على الفقراء والمساكين المنتشرين على طول البلاد وعرضها، وهم في العادة يتولون بأنفسهم أمر ذلك .
ويتم توديع رمضان عند أهل السودان بإنشاد القصائد الدينية والمدائح النبوية...وعلى كل حال، فلرمضان عند أهل السودان مذاق خاص وطعم مختلف، وعلاقة الناس به علاقة قوية وحميمة، فهم يحنون إليه أشد الحنين بداية، ويحزنون عليه غاية الحزن نهاية .

## معرض صور

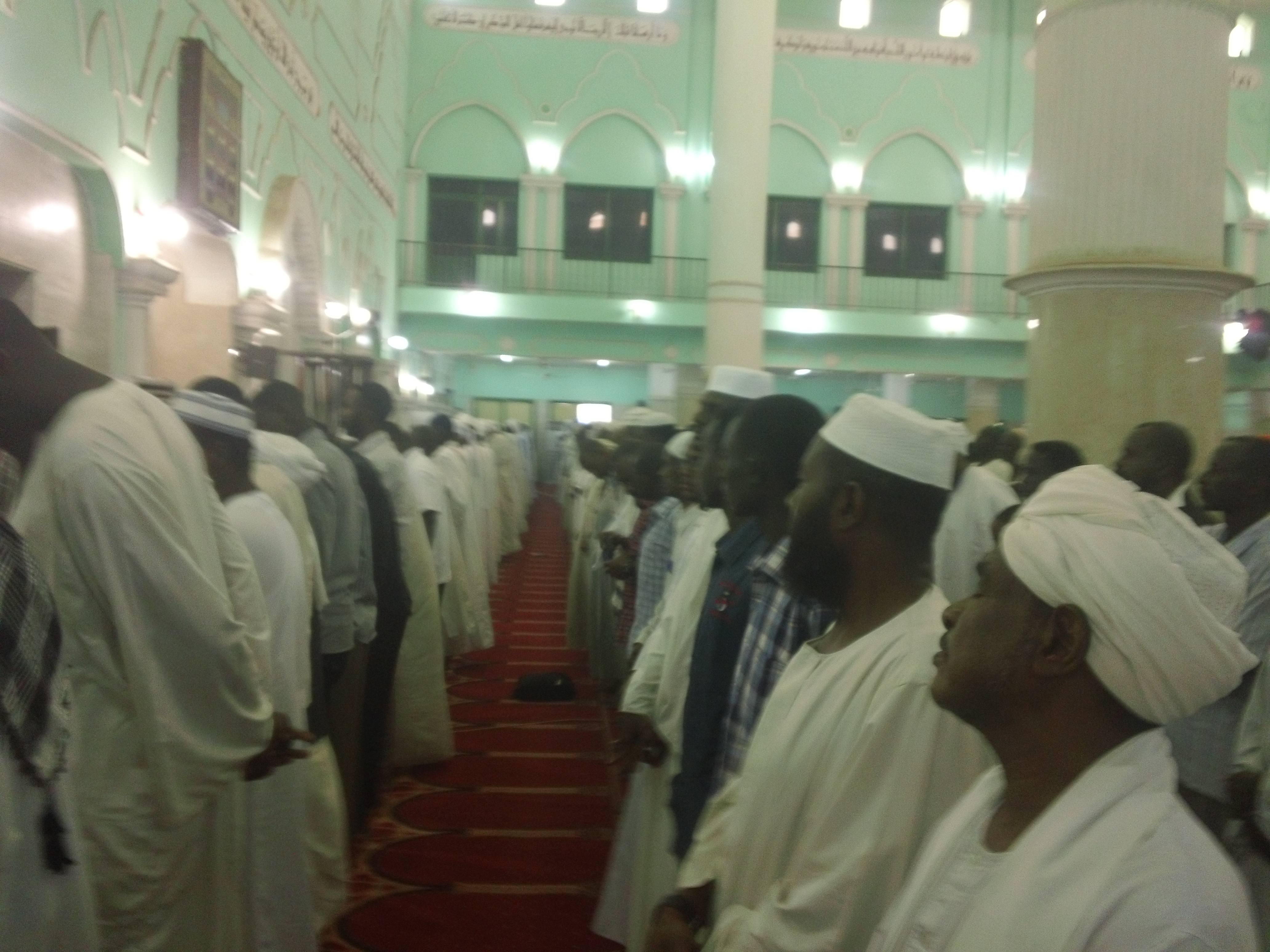
مسجد الشهيد - صلاة الجمعة في رمضان
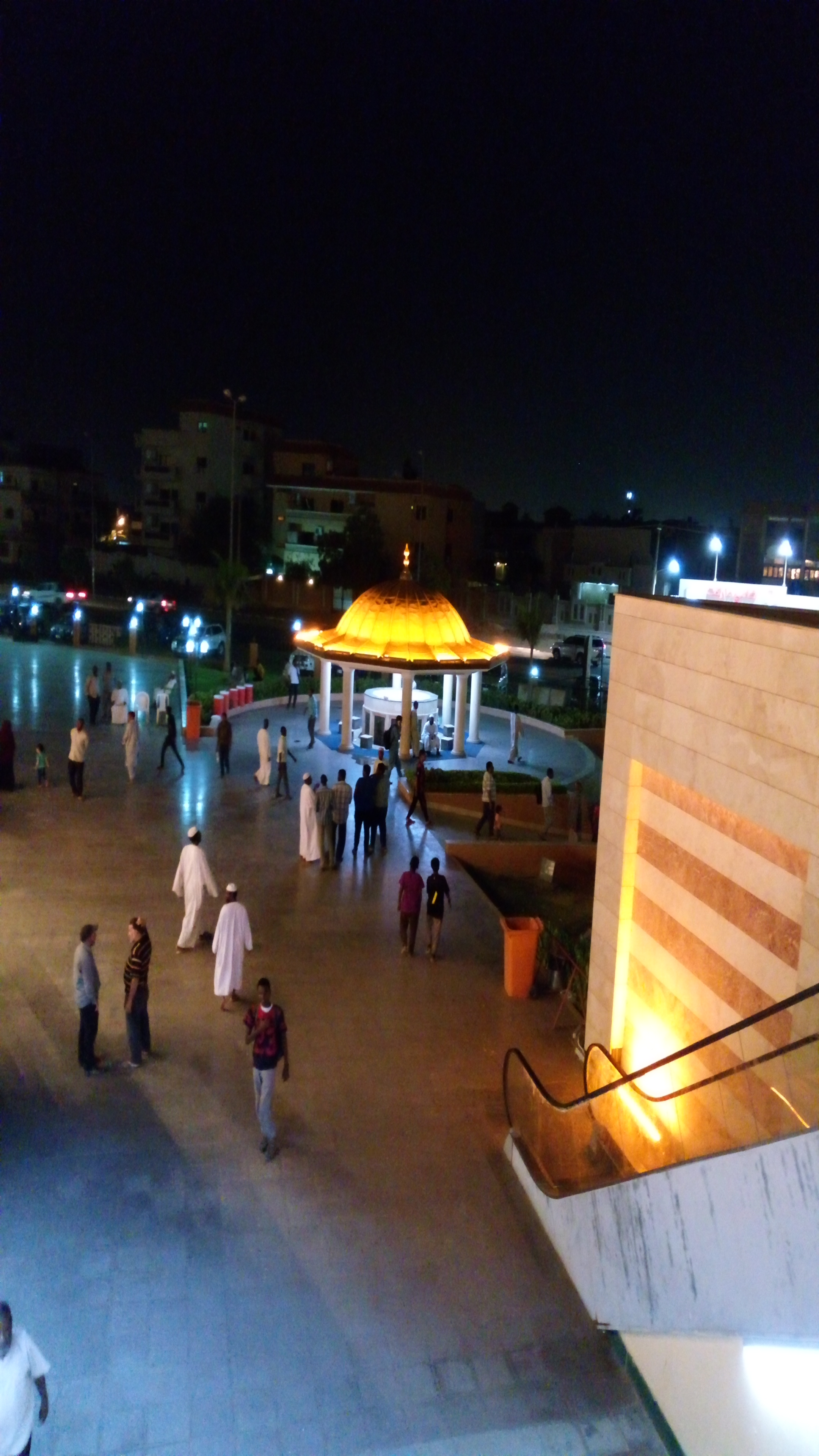
مجمع مسجد النور الخرطوم بحري

## طالع أيضًا

### مقالات ذات صلة
- رمضان (شهر)
- غرة رمضان
- رمضان في المغرب
- صوم رمضان